# Chẩm Lưu vương
Chẩm Lưu Vương (mất 385, trị vì 384–385) là quốc vương thứ 15 của Bách Tế, một trong Tam Quốc Triều Tiên. Ông là con trai cả của Cận Cừu Thủ Vương và A Nhĩ phu nhân. Ông là vị quốc vương Bách Tế đầu tiên chính thức công nhận Phật giáo.
Năm 384, nhà sư Ấn Độ Ma-la-nan-đà (Marananta) đến Bách Tế từ Đông Tấn. Chẩm Lưu Vương đã chào đón nhà sư đến cung điện, và sau đó nhanh chóng chấp nhận Phật giáo. Năm 385, ông ra lệnh cho xây một ngôi chùa Phật giáo ở kinh đô Hansan của Bách Tế, và có mười nhà sư.